# ذخیره‌گاه طبیعی کدرووایا پاد
ذخیره‌گاه طبیعی کدرووایا پاد (انگلیسی: Kedrovaya Pad Nature Reserve) یک ذخیره‌گاه و منطقه حفاظت شده در سرزمین پریمورسکی کشور روسیه است.